# Can Gabarra (Dosrius)
Can Gabarra és un edifici de Dosrius (Maresme) inclòs a l'Inventari del Patrimoni Arquitectònic de Catalunya.

## Descripció
Es tracta d'una masia pertanyent a la família del grup I pel fet de tenir les dues teulades a dues vessants i el frontó lateral. Conserva el portal rodó (amb esgrafiats pels contorns), de tretze dovelles i la finestra principal amb festejadors. Als angles de la façana té els corresponents carreus de granit. L'edifici té tres cossos i un altre a la part posterior, paral·lel a la façana. Amb planta baixa i pis, a l'interior els marcs de les portes són de carreus. Al celler es conserva una premsa de fusta del segle XVI-XVII, i a les portes panys i pestells de ferro.